# 琳·佩尔松
琳·佩尔松（瑞典語：Linn Persson，1994年6月27日—）生于韦姆兰省图什比市镇，是一名瑞典女子冬季两项运动员。

## 生平
佩尔松在母亲的影响开始练习滑雪，后来她在2003年开始练习冬季两项。高中后，她为了备战2022年冬奥而移居至厄斯特松德。2015年3月，她在俄罗斯汉特-曼西斯克完成了个人的世界杯分站赛首秀。2016年，她首次参加成年级别世锦赛。